# Oliver Lund
Oliver Lund Poulsen (21 agosto 1990) è un ex calciatore danese, di ruolo difensore.